# Língua situ
Situ (chinês simplificado: 四土话, pinyin: Sìtǔ huà) é uma língua rgyalrôngica falada em Sichuan, China. O nome "Situ", literalmente "quatro Tusi", vem de um nome histórico da região de Ma'erkang.

## Distribuição
Gates (2012: 102-103) lista os seguintes locais onde o Zbu é falado. É falado por mais de 35.000 a 40.000 pessoas em 57 aldeias.
- metade sul do Condado de Ma'ěrkāng/'Bar-kams (53 aldeias)
  - Cidades de Zhuókèjī, Mǎ'krkāng/'Bar-kams e Sōnggǎng/rDzong-'gag, incluindo aldeias vizinhas
  - Municípios Sūomò/Somang e Báiwān/Brag-bar
  - Municípios Báiwān/Brag-bar e Dǎngbà/Dam-pa
- Condado de Jīnchuān/Chu-chen (4 aldeias)
  - Município de Jímù/Kye-mo (embora o Nilong Village tenha principalmente oradores Lavrung)
  - possivelmente também os municípios de Kǎlājiǎo e Sāwǎjiǎo
- Condado de Li (noroeste), Sichuan
- Condado de Hóngyuán, no extremo sul (migrantes recentes)

## Dialetos
Gates (2012: 103) lista 7 dialetos de Situ.
- Jiaomuzu Township 乡 木 足 乡, oeste do Condado de Barkam
- Jimu Township Jin 木 乡, Condado de Jinchuan
- Distrito de Dangba 坝乡 坝乡, sudoeste do Condado de Barkam
- Distritos de Bawang-Songgang 巴 旺 乡 - 松岗 镇, centro-oeste do Condado de Barkam
- Ben Town, condado de Barkam
- Cidade de Zhuokeji 镇 镇, no centro do Condado de  Barkam
- Distrito de Suomo 梭磨乡, leste do Condado de Barkam

## Gramática

### Acordo verbal
Dados adaptados de Lin (1993). As colunas indicam o paciente e enfileiram o agente. Por exemplo, o item tə-no-n na linha "2sg" e na coluna "3" significa "você (singular) dirige ele/ela/eles/eles.dois/eles".
|     | 1sg       | 1du        | 1pl       | 2sg     | 2du         | 2pl       | 3         |
| --- | --------- | ---------- | --------- | ------- | ----------- | --------- | --------- |
| 1sg |           |            |           | ta-no   | ta-no-ntʃ   | ta-no-ɲ   | no-ŋ      |
| 1du |           |            |           | ta-no   | ta-no-ntʃ   | ta-no-ɲ   | no-tʃ     |
| 1pl |           |            |           | ta-no   | ta-no-ntʃ   | ta-no-ɲ   | no-i      |
| 2sg | kə-w-no-ŋ | kə-w-no-tʃ | kə-w-no-i |         |             |           | tə-no-n   |
| 2du | kə-w-no-ŋ | kə-w-no-tʃ | kə-w-no-i |         |             |           | tə-no-ntʃ |
| 2pl | kə-w-no-ŋ | kə-w-no-tʃ | kə-w-no-i |         |             |           | tə-no-ɲ   |
| 3sg | wə-no-ŋ   | wə-no-tʃ   | wə-no-i   | tə-w-no | tə-w-no-ntʃ | tə-w-no-ɲ | no-u      |
| 3du | wə-no-ŋ   | wə-no-tʃ   | wə-no-i   | tə-w-no | tə-w-no-ntʃ | tə-w-no-ɲ | no-ntʃ    |
| 3pl | wə-no-ŋ   | wə-no-tʃ   | wə-no-i   | tə-w-no | tə-w-no-ntʃ | tə-w-no-ɲ | no-ɲ      |